# Daniela Pastrana
Uso
Código
Campo de aplicación: artículos sobre un tema relevante pero con un marcado carácter publicitario que impide tener una redacción neutral.
Daniela Pastrana es una periodista mexicana interesada en los movimientos sociales, resistencias y procesos de paz. Sus crónicas retratan los efectos sociales de la desigualdad y la violencia, desde una mirada feminista y antirracista.

## Biografía
Ha recibido cuatro veces el Premio Nacional de Periodismo, dos por artículos de opinión —sobre asesinatos de periodistas y sobre el #Metoo—, otro por el reportaje multimedia sobre los pueblos yumanos y el último por la crónica del viaje de retorno de un joven ejecutado por el Ejército mexicano. También recibió el premio de Periodismo y Derechos Humanos Rostros de la Discriminación, por un reportaje sobre la ruta migratoria más peligrosa de México.
Es fundadora de la Red de Periodistas de a Pie, organización que dirigió hasta 2015. Ese mismo año viajó a Myanmar para recibir, a nombre de la organización, el premio IPI Free Media Pioneer Award del International Press Institute (IPI), por su trabajo en la defensa y promoción de los derechos de acceso a la información y la libertad de expresión en México.También forma parte del Consejo Consultivo de la organización. 
Obtuvo la Beca Mike O’Connor para la investigación de agresiones a periodistas en el estado de Veracruz, y fue la relatora de la audiencia final de la Mesa de Medios y Desinformación en el Tribunal Permanente de los Pueblos.
Dirigió la serie documental Buscadores en un país de desaparecidos que obtuvo el Premio Gabo de periodismo en 2017. 
Asimismo, es fundadora y editora general del medio digital Pie de Página y autora de la columna Miralejos.
Actualmente, es conductora de los programas informativos: La Mesa Roja, La Escuela del Amor y Disrupciones, producidos por Pie de Página. 

### Estudios y primeros trabajos
Estudió Comunicación en la Universidad Iberoamericana, con la especialidad de cine y periodismo.
En octubre de 1993, se incorporó al equipo fundador del diario Reforma, en la sección Ciudad y Metrópoli, asignada a la subsección de Rumbos. 
En 1997, tras cubrir el proceso político de la primera elección en la capital del país, renunció para irse a trabajar al diario La Jornada, primero en la sección Ciudad y luego en el suplemento político Masiosare, dirigido por Arturo Cano. En esos años participó activamente en la vida sindical. En 2006, ante el inminente cierre del suplemento, dejó La Jornada y se incorporó a un par de proyectos editoriales que no prosperaron.
Comenzaba a gestarse la Red de Periodistas de a Pie, que formó en mayo de 2007, junto con otras colegas como Marcela Turati, Elia Baltazar, Daniela Rea y Mago Torres. Regresó a la Universidad Iberoamericana, primero como becaria del Programa de Prensa y Democracia y luego al diplomado en derechos humanos y periodismo.
En 2009 inició colaboraciones con la agencia IPS y otros medios internacionales.
En 2010, frente a la emergencia de las agresiones a periodistas, asumió la dirección de la Red de Periodistas de a Pie, desde donde impulsó la creación de redes y el fortalecimiento de medios independientes en las regiones más afectadas. Dirigió la red hasta 2015, cuando asumió la coordinación de investigaciones y el desarrollo del sitio de Pie de Página.

### Escuela PdP
Fue profesora en la escuela de Periodismo Carlos Septién García y en la Universidad Iberoamericana. También ha dictado cursos, talleres, seminarios y charlas sobre periodismo, enfocadas en la ética, la responsabilidad y el sentido social y humano.
Es una convencida de que el periodismo tiene que superar las reglas decimonónicas con las que fue creado y que han prevalecido durante dos siglos, pero que resultan insuficientes frente a los retos que presenta la era digital.
Presentó en 2013 en la Conferencia Global de Periodismo de Investigación de Río de Janeiro una propuesta de estudio sobre la formación de periodistas en México. Y diseñó el diplomado de periodismo de investigación y derechos humanos, que fue la semilla de la Alianza de Medios de la Red de Periodistas de a Pie.
Es autora de una guía de autoprotección para periodistas y coautora del manual de periodismo incluyente Escrito Sin D. Sugerencias para un periodismo sin etiquetas, editado por Conapred.

### Periodista filósofa
Uno de los aportes más importantes que ha dado al periodismo es la propuesta de establecer un nuevo pacto entre el periodismo y la sociedad, basado en la escucha y la reflexión colectiva. Entre una conversación constante con periodistas de todas las generaciones, promueve un periodismo fuera del molde y de los lugares comunes, que sea capaz de encontrar en lo cotidiano la manera de explicarnos el mundo.
Desde la dirección de Pie de Página, ha hecho una apuesta por un periodismo que combate la desinformación, el racismo, la xenofobia, la transfobia, la desigualdad y la violencia de Estado. Los temas de su agenda son las migraciones, los pueblos, la crisis climática, los feminismos, y la lucha de clases. Durante la pandemia de covid-19, llevó a Pie de Página a convertirse en un sitio de referencia, con una cobertura ciudadana y centrada en la ciencia.
Le han llamado periodista filósofa. Los días jueves comparte con Luisa Cantú y Jésica Zermeño, la mesa de Las Periodistas de Momentum,el noticiero que realizan en alianza Pie de Página y Rompeviento TV, y desde octubre de 2020 conduce las TertulianasPdP.

## Publicaciones

### Libros
- Horas infaustas. La tragedia del News Divine. Obra colectiva. (Ririki, 2009)
- Vamos a portarnos mal. Protesta social y Libertad de Expresión en América Latina. Obra colectiva (C3FES, 2011)
- 72 migrantes. Obra Colectiva (Almadía, 2011)
- Entre las cenizas. Historias de vida en tiempos de muerte. Obra colectiva. (Surplus, 2012).
- Fronteras. Obra colectiva, (LaCaixa, 2019).
- Ya no somos las mismas, y aquí sigue la guerra. Obra colectiva, (Grijalbo, 2020).
- Mamás en cuarentena. Obra colectiva (CDHCMX, 2021).

### Manuales
- Escrito sin D. Sugerencias para un periodismo sin Etiquetas (Periodistas de a Pie - Conapred, 2012)
- Guía de autoprotección para periodistas (Periodistas de a Pie, 2014)

### Entrevistas
- 4 de diciembre de 2020 - Viernes de Cubilete. Astillero.[23]
- 30 de julio de 2021 - Viernes de periodistas en línea. Ganadores del PNP.[24]
- 16 de julio de 2022 - Mujeres en el periodismo: Aprender a no seguir lo que brilla.[25]
- 7 de agosto de 2022 - Chamuco TV.[26]
- 25 de septiembre de 2022 - Operación Mamut - Daniela Pastrana en territorio colmilludo.[27]
- 15 de octubre de 2022 - En el sexenio de Felipe Calderón, México se fue al hoyo: Daniela Pastrana en LADO B, La Octava.[28]
- 10 de diciembre de 2022 - Daniela Pastrana: El periodismo soberano. Siglo Nuevo, El Siglo de Torreón.[29]
- 22 de noviembre de 2023 - Una pluma cargada de historias, pasión y honestidad intelectual. La Estrella de Panamá[1]

### Discursos
- 25 de marzo de 2015 - Discurso al recibir el Premio IPI Free Media Pioneer Award 2015.[30]
- 29 de septiembre de 2017 - Discurso en la entrega del Premio Gabo.[31]

## Premios y reconocimientos
- Rostros de la Discriminación 2016. Categoría multimedia, por Tamaulipas. Las Carreteras de la Muerte.[32][33]
- Premio Gabo 2017. Categoría Imagen, por Buscadores, en un país de desaparecidos.[6][34]
- Premio Nacional de Periodismo 2017. Categoría Opinión, por Editorial: Señores del Mecanismo de Protección: ¡Ya despierten![35]
- Premio Nacional de Periodismo 2019 Categoría Opinión, por MeToo y el feminismo antes del Twitter.[36][37]
- Premio Nacional de Periodismo 2019. Categoría Reportaje, por Yumanos, los indios más olvidados de México.[38][37]
- Premio Nacional de Periodismo 2021. Categoría Crónica, por De vuelta a casa.[39]
- Medalla finalista del Premio Roche 2023. Categoría Cobertura Diaria, por Un año después… el reto de vacunar a 100 millones.[40]